# Władimir Kurojedow
Władimir Iwanowicz Kurojedow, ros. Владимир Иванович Куроедов (ur. 5 września 1944 w Bamburowie) – radziecki i rosyjski dowódca wojskowy, admirał floty.
Po ukończeniu w 1976 szkoły rozpoczął służbę we Flocie Oceanu Spokojnego, zajmując stanowiska od dowódcy działu nawigacji na dozorowcu aż do szefa sztabu brygady okrętów i - po przerwie na studia akademickie – szefa sztabu flotylli.
W 1989 odbył kolejne studia, po czym dowodził flotyllą, a następnie był szefem sztabu Floty Bałtyckiej i dowódcą Floty Oceanu Spokojnego.
Od lipca 1997 był szefem sztabu – pierwszym zastępcą dowódcy Marynarki Wojennej, a od 7 listopada 1997 - dowódcą.